# Сун-Коси
Сун-Коси (непальск. सुनकोशी, кит. 桑科西) — река на востоке центральной части Непала и юге Тибетского автономного района Китая. Площадь водосборного бассейна — 18 800 км².
Сун-Коси берёт начало в виде нескольких ручейков, питаемых тающими снегами, в районе горного массива Шишабангма и прорезает главный хребет Гималаев в уезде Ньялам округа Шигадзе Тибетского автономного района. Пересекая границу с Непалом, река течёт в южном и юго-западном направлениях. Сун-Коси принимает приток Индравати в районе городка Долалгхат, после чего река поворачивает и течёт в юго-восточном направлении в долине между хребтом Махабхарат и Гималаями. В этом районе практически нет дорог и крупных городов, имеются только случайные небольшие деревушки. Сун-Коси принимает такие крупные притоки, как Роси, Тамба-Коси, Ликхи-Кхола, Дудх-Коси и др. Сливаясь с рекой Арун Сун-Коси образует реку Сапт-Коси, которая прорезает хребет Махабхарат и вытекает на Гангскую равнину.
Мост Китайско-Непальской Дружбы  проходит через реку Сун-Коси и связывает Непал и Китай.